# آدرین توما پردو دو سوبلینه
آدرین توما پردو دو سوبلینه (به فرانسوی: Adrien-Thomas Perdou de Subligny) بازیگر، نویسنده و نمایش‌نامه نویس قرن هفدهم میلادی اهل فرانسه است.